# یاکوولف یاک-۹
یاکوولف یاک-۹ (به روسی: Яковлев Як-۹) یک هواگرد جنگنده تک‌باله تک‌موتوره دوره جنگ جهانی دوم ساخت شرکت یاکوولف در شوروی بود که به شکل گسترده توسط نیروی هوایی شوروی در طول جنگ و پس از آن مورد استفاده قرار گرفت.

## طراحی و استفاده
یاک-۹ از بهبود طراحی و ساخت یاک-۷بی ایجاد شد. از جمله آن‌ها اصلاح بال‌ها برای جای دادن سوخت بیشتر و عقب‌تر رفتن اتاقک خلبان بود. این هواگرد سال ۱۹۴۲ وارد خط تولید شد و خدمت عملیاتی خود را از نبرد استالینگراد در ماه اکتبر همان سال آغاز کرد. سال ۱۹۴۳ دو مدل دیگر از آن پدید آمد. یاک-۹دی عموما برای محافظت از بمب‌افکن‌ها در نظر بود؛ بدین منظور از میزان تسلیحات آن کاسته شد تا سوخت بیشتری در آن ذخیره شود و حداکثر برد به ۱۴۲۰ کیلومتر برسد. یاک-۹ تی خود دو نسخه داشت. نسخه دوم آن با یک توپ خودکار ۲۰ میلی‌متری به شکل نسبتا موفقی در نقش هواگرد ضدکشتی به‌کاربرده شد. مدل‌های یاک-۹ال و یاک-۹ام در تسلیحات و تجهیزات تفاوت داشتند. یاک-۹یو نسخه ارتقا زیادی یافت و اواخر جنگ با یک موتور ۱٬۶۵۰ اسب بخاری ام۱۰۷اِی اواخر جنگ تولید شد. نسخه نهایی یاک-۹پی برای سال‌ها پس از جنگ در یگان‌های نیروی هوایی شوروی و کشورهای و دولت‌های اقماری آن خدمت کرد.

## مشخصات فنی
یاک-۹تی:
مشخصات عمومی
- خدمه: ۱ نفر
- طول: ۸٫۵۵ متر
- طول بال: ۱۰ متر
- ارتفاع: ۲.۴۴
- وزن خالی: ۲٬۷۵۰ کیلوگرم
- وزن بارگذاری‌شده: ۳٬۲۰۰ کیلوگرم
- نیرومحرکه: ۱ × موتور خطی کلیموف ۱۰۵ په‌اِف خنک‌شونده با مایع: ۱٬۲۶۰ اسب بخار

عملکرد
- حداکثر سرعت: ۵۸۴ کیلومتر بر ساعت در ۵٬۰۰۰ متری
- سقف پرواز: ۱۱٬۰۰۰ متر
- برد: ۸۳۰ کیلومتر

تسلیحات
- ۱ × توپ خودکار ۳۷ میلی‌متری نودِلمان
- ۱ × مسلسل ۱۲٫۷ میلی‌متری برزین